# Socialtjänstminister
Socialtjänstminister är den i ett lands regering som ansvarar för socialtjänsten.